# Ataq
Ataq (en árabe: عتق‎), que se escribe alternativamente Attaq, es una pequeña ciudad y la capital de la gobernación de Shabwah en Yemen. Ataq se encuentra a 458 km al sureste de Saná. La diferencia de elevación de la ciudad es de unos 70 m con topografía generalmente parcialmente plana con variación altitudinal en el rango de 1120-1190 m s. n. m. Su población rondaba los 37.315 habitantes según un censo de 2004. Según la base de datos de nombres geográficos, Ataq se encuentra a una altitud de 1146 metros. Su aeropuerto más cercano es el aeropuerto de Ataq; pista de aterrizaje ubicada al norte de la ciudad.

## Historia
El 24 de mayo de 1994, Ataq fue capturada por las fuerzas de Yemen del Norte durante la guerra civil yemení.  Las fuerzas armadas leales al presidente exiliado Abd Rabbuh Mansur al-Hadi capturaron a Ataq del Consejo de Transición del Sur  en agosto de 2019.

## Hitos
Ataq es descrito por Lonely Planet como distinta a cualquier otra ciudad del interior de Yemen; otras publicaciones lo han descrito como Beau Geste en apariencia, completamente diferente y rodeado de desierto.
Contiene el Museo de Shabwa, y un antiguo zoco y el Hospital de Especialistas de Banata se encuentran en la parte sureste de la ciudad, que se extiende geográficamente de noroeste a sureste. Dubai Hotel and Suites tiene un hotel en el centro de la ciudad. Los campamentos militares están ubicados en la parte occidental. Aproximadamente el 50% de los edificios en Ataq tienen dos pisos y la población se distribuye en el 70-80% del área de la ciudad.

### Museo de Shabwa
Ataq contiene el museo regional de la gobernación de Shabwah, el Museo de Shabwa. El museo contiene elementos importantes relacionados con el patrimonio prehistórico de la zona y contiene muchos elementos desenterrados por M. L Inizan. En particular, contiene reliquias de la antigua ciudad de Shabwa, la capital del antiguo reino de Hadramaut y elementos desenterrados de los sitios arqueológicos del antiguo reino de Qataban y Osan.